# Maria Kouvatsou
Maria Kouvatsou (griechisch Μαρία Κουβάτσου, * 2. November 1979 in Athen) ist eine griechische Schachspielerin.
Als sie fünf Jahre alt war, zogen ihre Eltern nach Chania, Kreta. Seit sie Schach spielen kann, ist sie Mitglied beim AO Kydon Chania (Kydon Sports Club), mit dem sie auch am European Club Cup 2001 und am European Club Cup der Frauen 2003, beide auf Kreta, spielte und mit dem sie 2002 griechische Mannschaftsmeisterin wurde.

## Erfolge
1991 bekam sie bei der griechischen Meisterschaft in ihrer Altersklasse eine Bronzemedaille. 1999 wurde sie griechische U20-Meisterin. Im gleichen Jahr im September wurde sie in Jerewan, Armenien U20-Juniorinnenweltmeisterin und ist damit die einzige Griechin, die eine Schachweltmeisterschaft gewinnen konnte. Bei diesem Turnier lag sie von Anfang an in Führung. Sie verlor zwar ihre letzten beiden Partien, hatte sich aber bis dahin soviel Vorsprung herausgespielt, dass mit der Tschechin Jana Jacková, der Rumänin Szidónia Vajda und der US-Amerikanerin Irina Krush drei Spielerinnen nur noch die gleiche Punktzahl erreichten, Kouvatsou aber aufgrund der besten Wertung Turniersiegerin wurde.
Im Jahr 2000 wurde Kouvatsou griechische Frauenmeisterin. Im April 2001 erreichte sie bei einem Schaukampf gegen Anatoli Karpow in Rethymno, Kreta ein 1:1. Die erste Partie gegen ihn gewann sie sogar. Im gleichen Jahr bei der FIDE-Schachweltmeisterschaft der Frauen in Moskau (bei der sie durch einen durch den FIDE-Präsidenten  Iljumschinow gewährten Freiplatz teilnehmen konnte) schied sie schon in der ersten Runde gegen die an 12 gesetzte Nataša Bojković aus.
Sie spielt gerne im Sizilianer die Alapin-Variante.
Maria Kouvatsou wurde aufgrund ihres Sieges bei der Juniorinnen-Weltmeisterschaft 1999 zur Großmeisterin der Frauen (WGM) ernannt.
Sie hat in Athen Zahnmedizin studiert.

## Nationalmannschaft
Maria Kouvatsou nahm mit der griechischen Frauenmannschaft an den Schacholympiaden 1998, 2000, 2002 und 2016 sowie den Mannschaftseuropameisterschaften 2001 und 2015 jeweils als Reservespielerin teil.